# (5231) Verne
(5231) Verne (1988 JV) – planetoida z pasa głównego asteroid okrążająca Słońce w ciągu 4,24 lat w średniej odległości 2,62 j.a. Została odkryta 9 maja 1988 roku w Palomar Observatory przez Carolyn Shoemaker. Nazwa planetoidy została nadana na cześć Juliusza Verne’a, francuskiego pisarza autora powieści podróżniczych i fantastyczno-naukowych.